# Jewell, Oregon
Jewell là một cộng đồng chưa hợp nhất nằm trong Quận Clatsop tại tiểu bang Oregon, Hoa Kỳ. Nó nằm ở giao lộ giữa Xa lộ Oregon 103 và Xa lộ Oregon 202 gần sông Nehalem.
Chủ yếu là một cộng đồng lâm nghiệp, Jewell nằm gần Rừng Tiểu bang Clatsop. Khu hoang dã Jewell Meadows là một khu bảo tồn thiên nhiên gần Jewell được Bộ đặc trách cá và hoang dã Oregon điều hành. Nó được biết đến vì có nhiều nai sừng tấm Roosevelt.
Jewell được đặt theo tên của Marshall Jewell, Tổng cục trưởng bưu điện Hoa Kỳ từ năm 1874-1876. Bưu điện Jewell được thành lập vào năm 1874 và đóng năm 1967.
Cây phong loại "lá to" lớn nhất thế giới, theo như xác định của Cục ghi nhận cây to Quốc gia (National Register of Big Trees), có chiều cao 101 ft và tàn cây rộng 90 ft, được tìm thấy gần Jewell.